# Universidade Memorial de Terra Nova
A Universidade Memorial de Terra Nova, também conhecida como Universidade Memorial ou MUN (em inglês: Memorial University of Newfoundland) é uma universidade pública com sede em São João da Terra Nova, com vários campi satélites. A Universidade Memorial oferece programas de certificado, diploma, graduação e pós-graduação, bem como cursos e diplomas online. Os campi da Memorial incluem os de São João, Corner Brook, Happy Valley-Goose Bay, e Harlow (na Inglaterra).
Fundada em setembro de 1925 como um memorial vivo aos habitantes da província que morreram na Primeira Guerra Mundial, a Memorial é uma das maiores universidades do Canadá Atlântico e a única universidade de Terra Nova e Labrador. Em 2018, havia 1.330 professores e 2.474 funcionários, apoiando 18.000 alunos de quase 100 países.